# Saint-Front-sur-Lémance
 Saint-Front-sur-Lémance  es una población y comuna francesa, en la región de Aquitania, departamento de Lot y Garona, en el distrito de Villeneuve-sur-Lot y cantón de Fumel.

## Demografía
| 805 | 749 | 700 | 637 | 631 | 576 |
| Para los censos de 1962 a 1999 la población legal corresponde a la población sin duplicidades (Fuente: INSEE [Consultar]) |     |     |     |     |     |